# 長沼善太郎

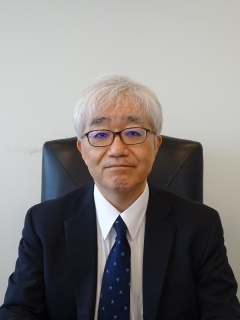
外務省より公表された公式肖像画像

長沼 善太郎（ながぬま ぜんたろう、1962年〈昭和37年〉11月16日 - ）は、新潟県出身の日本の外交官。
外務省国際法局国際法課国際裁判対策室長などを経て、令和6年3月から、在ヒューストン日本国総領事館総領事を務める。

## 略歴
- 1985年　外務省専門職員採用試験合格
- 1986年3月　早稲田大学教育学部英語英文学科卒業
- 1986年4月　外務省入省
- 2001年10月　包括的核実験禁止条約機関準備委員会（オーストリア・ウィーン）
- 2004年10月　国際情報統括官付第二国際情報官室 課長補佐
- 2006年8月　総合外交政策局軍縮不拡散・科学部不拡散・科学原子力課国際原子力協力室 首席事務官
- 2010年3月　 総合外交政策局軍縮不拡散・科学部不拡散・科学原子力課国際原子力協力室 上席専門官
- 2013年6月　総合外交政策局軍縮不拡散・科学部不拡散・科学原子力課企画官
- 2016年1月　国際法局国際法課海洋室条約交渉官
- 2016年4月　国際法局国際法課海洋法室条約交渉官
- 2018年5月　国際法局国際法課国際裁判対策室長
- 2024年3月　在ヒューストン日本国総領事館 総領事